# Dirty Pretty Things (musikgrupp)
Dirty Pretty Things var ett brittiskt rockband med Carl Barât som frontman. Bildandet av bandet offentliggjordes i september 2005, efter att Barâts tidigare grupp The Libertines splittrats 2004 till följd av en dispyt mellan Barât och Peter Doherty. Barât hade tidigare gjort saker för Vertigo Records och avslöjade att hans nästa projekt skulle släppas på detta bolag. Didz Hammond gick ut med att han lämnade Cooper Temple Clause för att gå med i det nybildade bandet tillsammans med The Libertines trumslagare Gary Powell och gitarrist Anthony Rossomando, som hade hoppat in sedan Doherty lämnade bandet. Första oktober bekräftades det på deras hemsida att Dirty Pretty Things splittras. men ska spela klart alla spelningar på deras turné under hösten 2008.
Namnet delades med Barâts nattklubb, sedermera Bright Young Things, i London. Dirty Pretty Things gjorde sina första spelningar i oktober 2005 i Italien och Frankrike. Debutalbumet Waterloo to Anywhere gavs ut i maj året därpå, bland annat innehållande hiten "Bang Bang You're Dead". Det följdes av Romance at Short Notice 2008.

## Diskografi
Studioalbum
- 2006 – Waterloo to Anywhere
- 2008 – Romance at Short Notice

Singlar (på UK Singles Chart)
| Year | Title                   | Chart Positions  | Chart Positions   | Chart Positions | Album                   |
| Year | Title                   | UK Singles Chart | UK Download Chart | US Modern Rock  | Album                   |
| ---- | ----------------------- | ---------------- | ----------------- | --------------- | ----------------------- |
| 2006 | "Bang Bang You're Dead" | #5               | #4                | –               | Waterloo to Anywhere    |
| 2006 | "Deadwood"              | #20              | –                 | –               | Waterloo to Anywhere    |
| 2006 | "Wondering"             | #34              | –                 | –               | Waterloo to Anywhere    |
| 2008 | "Tired of England"      | #54              | –                 | –               | Romance at Short Notice |